# Marie-Pier Préfontaine
Marie-Pier Préfontaine (ur. 18 października 1988 w Sainte-Agathe-des-Monts) – kanadyjska narciarka alpejska, srebrna medalistka mistrzostw świata.

## Kariera
Po raz pierwszy na arenie międzynarodowej Marie-Pier Préfontaine pojawiła się 13 grudnia 2003 roku w Val Saint-Côme, gdzie w zawodach FIS Race w slalomie zajęła 24. miejsce. W 2005 roku wystartowała na mistrzostwach świata juniorów w Bardonecchii, gdzie jej najlepszym wynikiem było 26. miejsce w slalomie. Jeszcze dwukrotnie startowała na imprezach tego cyklu, najlepszy wynik osiągając podczas mistrzostw świata juniorów w Formigal, gdzie była dziewiąta w gigancie. W zawodach Pucharu Świata zadebiutowała 28 grudnia 2006 roku w Semmering, gdzie nie zakwalifikowała się do pierwszego przejazdu w gigancie. Pierwsze pucharowe punkty wywalczyła 28 listopada 2009 roku w Aspen, zajmując 25. miejsce w tej samej konkurencji. Najlepsze wyniki osiągnęła w sezonie 2014/2015.
W 2010 roku wystartowała na igrzyskach olimpijskich w Vancouver, gdzie zajęła 29. miejsce w slalomie gigancie. Na rozgrywanych cztery lata później igrzyskach w Soczi była dwudziesta w supergigancie, a rywalizacji w gigancie nie ukończyła. Kilkakrotnie startowała na mistrzostwach świata, najlepszy wynik osiągając podczas MŚ w Garmisch-Partenkirchen w 2011 roku, gdzie zajmowała 24. miejsce w supergigancie i gigancie. Podczas mistrzostw świata w Vail/Beaver Creek w 2015 roku, wspólnie z Candace Crawford, Erin Mielzynski, Philem Brownem, Trevorem Philpem i Erikem Readem wywalczyła srebrny medal w rywalizacji drużynowej.

## Osiągnięcia

### Igrzyska olimpijskie
| Miejsce | Dzień     | Rok  | Miejscowość | Konkurencja | Czas biegu  | Strata  | Zwyciężczyni        |
| ------- | --------- | ---- | ----------- | ----------- | ----------- | ------- | ------------------- |
| 20.     | 25 lutego | 2010 | Whistler    | Gigant      | 2:27,11 min | +3,40 s | Viktoria Rebensburg |
| 20.     | 15 lutego | 2014 | Soczi       | Supergigant | 1:25,52 min | +3,15 s | Anna Fenninger      |
| DNF     | 18 lutego | 2014 | Soczi       | Gigant      | 2:36,87 min | -       | Tina Maze           |

### Mistrzostwa świata
| Miejsce | Dzień     | Rok  | Miejscowość       | Konkurencja | Czas biegu  | Strata  | Zwyciężczyni    |
| ------- | --------- | ---- | ----------------- | ----------- | ----------- | ------- | --------------- |
| 35.     | 12 lutego | 2009 | Val d’Isère       | Gigant      | 2:03,49 min | -       | Kathrin Hölzl   |
| DNS1    | 14 lutego | 2009 | Val d’Isère       | Slalom      | 1:51,80 min | -       | Maria Riesch    |
| 24.     | 8 lutego  | 2011 | Ga-Pa             | Supergigant | 1:23,82 min | +3,43 s | Elisabeth Görgl |
| 24.     | 17 lutego | 2011 | Ga-Pa             | Gigant      | 2:20,54 min | +2,95 s | Tina Maze       |
| 28.     | 5 lutego  | 2013 | Schladming        | Supergigant | 1:35,39 min | +3,49 s | Tina Maze       |
| 28.     | 14 lutego | 2013 | Schladming        | Gigant      | 2:08,06 min | +5,71 s | Tessa Worley    |
| 2.      | 10 lutego | 2015 | Vail/Beaver Creek | Drużynowo   | -           | -       | Austria         |
| 27.     | 12 lutego | 2015 | Vail/Beaver Creek | Gigant      | 2:19,16 min | +4,98 s | Anna Fenninger  |

### Mistrzostwa świata juniorów
| Miejsce | Dzień     | Rok  | Miejscowość  | Konkurencja | Czas biegu  | Strata  | Zwyciężczyni          |
| ------- | --------- | ---- | ------------ | ----------- | ----------- | ------- | --------------------- |
| 43.     | 23 lutego | 2005 | Bardonecchia | Zjazd       | 1:28,84 min | +4,66 s | Nadia Fanchini        |
| 50.     | 24 lutego | 2005 | Bardonecchia | Supergigant | 1:26,81 min | +5,46 s | Andrea Fischbacher    |
| 26.     | 25 lutego | 2005 | Bardonecchia | Slalom      | 1:23,97 min | +7,32 s | Šárka Záhrobská       |
| 30.     | 26 lutego | 2005 | Bardonecchia | Gigant      | 2:21,34 min | +4,94 s | Nadia Fanchini        |
| 27.     | 3 marca   | 2006 | Québec       | Zjazd       | 1:13,51 min | +2,74 s | Marianne Abderhalden  |
| 32.     | 4 marca   | 2006 | Québec       | Slalom      | 1:37,30 min | +9,13 s | Maria Pietilä-Holmner |
| 32.     | 5 marca   | 2006 | Québec       | Supergigant | 1:10,96 min | +3,03 s | Anna Fenninger        |
| 27.     | 7 marca   | 2006 | Québec       | Gigant      | 2:22,43 min | +4,70 s | Tina Weirather        |
| 22.     | 23 lutego | 2008 | Formigal     | Supergigant | 1:40,19 min | +3,99 s | Viktoria Rebensburg   |
| DNF1    | 28 lutego | 2008 | Formigal     | Slalom      | 1:33,85 min | -       | Michaela Kirchgasser  |
| 9.      | 29 lutego | 2008 | Formigal     | Gigant      | 1:42,50 min | +1,16 s | Anna Fenninger        |

### Puchar Świata

#### Miejsca w klasyfikacji generalnej
- sezon 2009/2010: 125.
- sezon 2010/2011: 86.
- sezon 2011/2012: 86.
- sezon 2012/2013: 73.
- sezon 2013/2014: 74.
- sezon 2014/2015: 57.

#### Miejsca na podium w zawodach
Jak dotąd Préfontaine nie stawała na podium zawodów PŚ.